# جاك سكوت (لاعب كرة قاعدة)
جاك سكوت (بالإنجليزية: Jack Scott)‏ هو لاعب كرة قاعدة أمريكي، ولد في 18 أبريل 1892 في Ridgeway, North Carolina ‏ في الولايات المتحدة، وتوفي في 30 نوفمبر 1959 في درم في الولايات المتحدة.

## وصلات خارجية
- جاك سكوت على موقعبيزبول رفرنس.كوم (الدوري الرئيسي) (الإنجليزية)
- جاك سكوت على موقعبيزبول رفرنس.كوم (الدوري الثانوي) (الإنجليزية)